# Elvan Korkmaz
Elvan Korkmaz-Emre (* 27. Juli 1985 in Gütersloh) ist eine deutsche Politikerin der SPD und Diplom-Verwaltungswirtin. Von 2014 bis 2023 war sie eine von vier stellvertretenden Vorsitzenden der SPD Nordrhein-Westfalen. Von 2017 bis 2021 war sie über die Landesliste im Deutschen Bundestag vertreten.

## Leben
Korkmaz wurde im Juli 1985 in Gütersloh geboren und wuchs dort mit zwei Geschwistern auf. Im Jahr 2005 machte sie ihr Abitur am Städtischen Gymnasium Gütersloh und nahm ein duales Studium zur Diplom-Verwaltungswirtin (FH) an der Fachhochschule für öffentliche Verwaltung (FHöV) am Standort Bielefeld auf. Nach dem Abschluss arbeitete sie von 2008 bis 2009 im Bielefelder Jobcenter. Seit 2010 ist sie als Sachbearbeiterin für Stadtentwicklung in Bielefeld beschäftigt. Gleichzeitig studiert sie Wirtschaftswissenschaften an der Fernuniversität in Hagen.
Ab 2010 war sie Generalsekretärin des Bundes der Alevitischen Jugendlichen in Deutschland und wechselte 2013 in den Aufsichtsrat. Im selben Jahr wurde sie in den Vorstand des Kreisjugendrings Gütersloh gewählt.
Seit 2014 hat sie als Nebentätigkeit einen Lehrauftrag an der Fachhochschule für öffentliche Verwaltung in Bielefeld. Seit Juni 2022 ist sie bei der Unternehmensberatung Gauly tätig.

## Politik
Im Jahr 2011 trat sie in die SPD ein. Zur Kommunalwahl 2014 trat sie als Landratskandidatin im Kreis Gütersloh an und unterlag mit 38,34 % dem Amtsinhaber Sven-Georg Adenauer, dessen Stellvertreterin sie heute ist. Gleichzeitig zog sie über den ersten Platz der Reserveliste in den Gütersloher Kreistag ein. Am 27. September 2014 wählte der Parteitag der SPD in Köln Korkmaz mit 90,1 % zur stellvertretenden Vorsitzenden der SPD Nordrhein-Westfalen. Damit trat sie die Nachfolge von Thorsten Klute an.
2017 wurde Elvan Korkmaz über die Landesliste der NRW-SPD in den Bundestag gewählt.
Dort war sie ordentliches Mitglied im Ausschuss für Verkehr und digitale Infrastruktur, im Ausschuss Digitale Agenda sowie in der Enquete-Kommission „Künstliche Intelligenz“. Zudem gehörte sie als stellvertretendes Mitglied dem Ausschuss für Bau, Wohnen, Stadtentwicklung und Kommunen an. Darüber hinaus saß sie im Aufsichtsrat der Infrastrukturgesellschaft für Autobahnen und andere Bundesfernstraßen des Deutschen Bundestages.
Korkmaz war als Vizevorsitzende der NRW-SPD im Vorstand und Präsidium des Landesverbandes vertreten. Zudem ist sie Mitglied des Vorstandes der Sozialdemokratischen Gemeinschaft für Kommunalpolitik in Nordrhein-Westfalen (SGK NRW). Bis 2017 war sie außerdem Mitglied im Rundfunkrat des WDR.
Auf kommunaler Ebene ist Elvan Korkmaz ebenso Mitglied der Zweckverbandsversammlung des VerkehrsVerbunds OstWestfalenLippe (VVOWL) sowie der  Verbandsversammlung des Zweckverbands Nahverkehr Westfalen-Lippe.
Im Kreis Gütersloh ist die stellvertretende Landrätin Elvan Korkmaz Mitglied des Kreistages sowie stellvertretende Vorsitzende des Kreisausschusses. Daneben ist sie Mitglied im Verkehrs- und Straßenausschuss, im Ausschuss Arbeit und Soziales, im Finanz- und Rechnungsprüfungsausschuss sowie im Jugendhilfeausschuss. Bis 2017 war sie zudem Mitglied im Ausschuss für Umwelt des Kreises Gütersloh.
Daneben ist sie Mitglied im Polizeibeirat des Kreises Gütersloh sowie im Aufsichtsrat der Pro Wirtschaft GT.
Elvan Korkmaz ist Vorsitzende des Stadtverbandes der SPD Gütersloh sowie Sachkundige Bürgerin im Rat der Stadt Gütersloh. Sie ist Mitglied im Ausschuss für Soziales, Familien und Senioren, im Ausschuss für Umwelt und Ordnung, im Ausschuss für Wirtschaftsförderung und Immobilienwesen, im Planungsausschuss sowie im Denkmalausschuss der Stadt Gütersloh. Bis 2014 war sie Mitglied im Bildungsausschuss der Stadt Gütersloh.